# European Platform for Rehabilitation
European Platform for Rehabilitation (EPR) – sieć europejskich usługodawców w zakresie rehabilitacji osób z niepełnosprawnością oraz innych grup marginalizowanych. Członkowie EPR świadczą usługi w zakresie kształcenia i szkolenia zawodowego, reintegracji użytkowników usług na otwartym rynku pracy, poprawy szans zatrudnienia, rehabilitacji fizycznej oraz opieki społecznej.
EPR zostało założone w 1993 roku przez ośrodki rehabilitacyjne we Francji, Niemczech, Włoszech i Holandii. Sekretariat EPR znajduje się w Brukseli, (Belgia).

## Główna działalność
European Platform for Rehabilitation prowadzi szeroki zakres usług w dziedzinach rozwoju zawodowego, badań naukowych i innowacji oraz w sprawach publicznych. EPR jest również aktywne w zakresie zarządzania jakością i stworzyło własny system jakości: EQUASS (European Quality Assurance for Social Services). EPR jest członkiem Platformy Społecznej i zasiada w unijnej Grupie Wysokiego Szczebla ds. Niepełnosprawności jak również posiada status uczestnika w Radzie Europy. EPR otrzymuje fundusze strukturalne w ramach Programu Komisji Europejskiej Uczenie Się Przez Całe Życie 2007-2013 i jest zaangażowane w szereg projektów finansowanych przez Komisję Europejską.

## Projekty
European Platform for Rehabilitation jest obecnie zaangażowane w projekt o nazwie "Technologie Wspomagające i Rozwiązania Włączające dla Wszystkich". Projekt finansowany jest przez unijną inicjatywę Program Wspierania Ustawodawstwa – Konkurencyjność i Innowacja. Projekt ATIS4all ma na celu poprawę dostępu do Technologii Wspomagającej dla wszystkich. Jego głównym celem jest zachęcenie do otwartej dyskusji by wzmożyć wymianę wiedzy wśród głównych ekspertów i użytkowników. Program ma być wcielany przy jednoczesnym zachowaniu praw człowieka wobec wszystkich, w tym wobec osób niepełnosprawnych, osób starszych i osób ze środowisk marginalizowanych. Projekt rozpoczął się w styczniu 2011 r. i potrwa przez trzy lata. EPR jest częścią konsorcjum projektu wraz z innymi ważnymi organizacjami europejskimi w dziedzinie Technologii Wspomagających i integracji.
W 2013 r. konsorcjum zapoczątkowało inicjatywę "ATIS4all otwarty portal kolaboracyjny" oferujący wiarygodne informacje o Technologiach Komunikacyjnych i Informacyjnych, Technologiach Wspomagających (AT), włączających rozwiązaniach, badaniach naukowych oraz wspierające dyskusje internetowe i wymianę wiedzy między członkami portalu. Konsorcjum zachęca organizacje zajmujące się Technologiami Wspomagającymi by udzieliły wsparcia sieci EPR, bez formalnych zobowiązań dostarczania informacji lub uczestniczenia w spotkaniach bądź odwiedzania portalu.

## Członkowie
Członkostwo EPR dzieli się na dwa typy: pełny i stowarzyszony. Dane pochodzą z czerwca 2013 r.:
Pełni członkowie
- A2G, Norwegia
- Adelante, Holandia
- Centre de Réadaptation de Mulhouse (CRM), Francja
- Durapart, Norwegia
- Fundación ONCE(inne języki), Hiszpania
- Kompetanseutvikling Grenland (GREP), Norwegia
- Heliomare, the Netherlands
- Josefs-Gesellschaft (JG), Niemcy
- Luovi Vocational Institute, Finlandia
- National Learning Network(inne języki), Irlandia
- Pluryn, Holandia
- RehabCare, Irlandia
- TBG Learning, Wielka Brytania

Członkowie stowarzyszeni
- APPACDM de Vila Nova de Gaia, Portugalia
- Association of Vocational Rehabilitation Enterprises (AVRE), Norwegia
- Theotokos Foundation, Grecja
- Astangu Rehabilitation Centre, Estonia
- Berufsbildungswerk Suedhessen, Niemcy
- Fagerh, Francja
- Fundação AFID Diferença, Portugalia
- Fundación INTRAS, Hiszpania
- National Organisations of Residential Homes and Special Schools (LOS), Dania
- MEREK, Węgry
- GTB, Belgia
- Valakupiu Rehabilitation Centre, Litwa
- University Rehabilitation Institute (URI), Słowenia
- Usel, Północna Irlandia (Wielka Brytania)
- Panagia Eleousa, Grecja